# Pietro Bolzon

Piero Bolzon in uniforme da Squadristai; alla manica destra porta due distintivi d'onore, che indicano altrettante ferite riportate in combattimento.

Pietro Bolzon, detto Piero (Genova, 24 novembre 1883 – Roma, 5 novembre 1945), è stato un giornalista e politico italiano, fu Sottosegretario di Stato per le colonie nel governo Mussolini.

## Biografia
Trasferito adolescente a Roma, divenne un sostenitore del socialismo; completò gli studi universitari di giurisprudenza, e nel 1904 emigrò in Svizzera, ove conobbe l'ambiente degli anarchici frequentato in quel periodo anche da Benito Mussolini. Dopo diversi altri trasferimenti, partì per l'Argentina; qui si dedicò all'attività di pubblicista e alla politica. Il 17 luglio 1911 fu iniziato in Massoneria nella Loggia di Buenos Aires Federico Capanella, dipendente dal Grande Oriente d'Italia, il 10 agosto 1915 divenne Maestro.
Nel 1915 fu richiamato per la Prima Guerra Mondiale, rimpatriò e fu assegnato alla Fanteria come Tenente di complemento.
Combatté nelle file del 14º Reggimento di Fanteria della Brigata Pinerolo, prima di passare alla specialità Arditi, nella quale conseguì il grado di Capitano in forza al 137° Reggimento di Fanteria della Brigata Barletta.
Nel conflitto fu ferito in più occasioni, restandone mutilato ed invalido, e fu decorato di due Medaglie d'Argento al Valor Militare, di una di Bronzo e di una Croce di Guerra.
Congedato, fu l'ideatore ed il fondatore dell'Associazione Arditi d'Italia; negli anni a venire ne sarebbe stato anche il Presidente. Fu tra i fondatori dei Fasci di Combattimento nel novembre 1919, e per essi fu candidato a Milano nello stesso anno. Abile nel disegno, ideò il manifesto elettorale per quelle votazioni Pochi giorni dopo le elezioni fu tratto in arresto con imputazioni di attentato alla sicurezza dello stato e banda armata. Nel gennaio successivo fu accusato di porto abusivo d'armi.
Entrato nel comitato centrale fascista, membro della direzione del Partito Nazionale Fascista, fu nominato Segretario dei Fasci di Combattimento di Milano e detenne quella carica sino al 1921, quando, mentre usciva il suo libro Fiamma nera, fu inviato a Genova a governare l'organizzazione dei Fasci locali e nel 1922 quelli di Trapani. Fu al comando delle forze fasciste siciliane al congresso del PNF il 24 ottobre a Napoli, pochi giorni prima della Marcia su Roma. Fu Vice Segretario Generale del Partito Nazionale Fascista dal 1922 al 1923. Nel 1923 fu inviato a Rieti come Alto Commissario politico del fascismo.
Fu Alto Commissario del fascismo, Console Generale della Milizia Volontaria per la Sicurezza Nazionale e Luogotenente Generale per meriti speciali.
Nel frattempo era diventato direttore del giornale L'Ardito ed ebbe collaborazioni con Roma futurista. Su L'Ardito disegnò anche diverse vignette satiriche di qualche eco politica.
Fu eletto Deputato alla Camera nel 1924 (sempre riconfermato, lo sarebbe rimasto sino al 1939), nel 1939 divenne Consigliere Nazionale della Camera dei Fasci e delle Corporazioni fino al febbraio 1943.
Nel 1924 scrisse Superando il gorgo, e nel 1925 fu dato alle stampe il suo libro Oltre il muro e la fossa, di argomento politico. Nello stesso anno fu nominato Vice Presidente della Cassa nazionale infortuni, carica che avrebbe mantenuto sino al 1933.
Fu chiamato nel 1926 alla presidenza della Commissione per la Riorganizzazione della Cinematografia.
Dal novembre 1926 al dicembre 1928 fu Sottosegretario di Stato per le colonie. Del 1928 è il suo libro L'elogio della stirpe.
Il 21 gennaio 1929 fu chiamato al Consiglio di Stato, nel quale sedette fino all'11 ottobre 1944. 
Su proposta del presidente di quest'ultimo Ente, fu nominato Senatore del Regno il 6 febbraio 1943.
In questi anni fu insignito del Gran Cordone dell'Ordine della Corona d'Italia, del Gran cordone dell'Ordine Coloniale della Stella d'Italia e fu nominato Grande Ufficiale dell'Ordine dei Santi Maurizio e Lazzaro.
Nel 1943 rifiutò di aderire alla Repubblica Sociale Italiana. Nel 1944 fu deferito all'Alta corte di giustizia per le sanzioni contro il fascismo, che il 16 novembre ne prescrisse la decadenza dal mandato senatoriale.

## Pubblicazioni
- Fiamma nera, Milano, Libreria Editrice de L'Ardito, 1921.
- Le verghe e la scure, I, Roveto ardente; II, Il Dado gittato - Commento spirituale di una crociera rivoluzionaria, Firenze, Soc. An. Editrice La Voce, 1923.
- Superando il gorgo, Milano, Imperia, 1924.
- Oltre il muro e la fossa, Milano, La Periodica Lombarda, 1925; seconda edizione: Milano - Firenze con R. Bemporad & F. Editori, 1930.
- Nel solco della vittoria. Orazioni di fede e di battaglia, Milano, Alpes, 1927.
- Orifiamma, Roma, Libreria del Littorio, 1929.
- Comandamenti, Torino, G. B. Paravia & C., 1929.